# Peaches Geldof
Peaches Honeyblossom Geldof-Cohen (Londres, 13 de março de 1989 – Wrotham, 6 ou 7 de abril de 2014) foi uma colunista, socialite, apresentadora de tv e modelo inglesa.
Filha da apresentadora de TV americana Paula Yates com o músico Bob Geldof, Peaches começou sua carreira escrevendo para a revista inglesa Elle Girl quando tinha apenas 15 anos. Com 16, já era apresentadora de TV, colunista do The Guardian e do The Telegraph, além de trabalhar como modelo e lançar sua própria linha de roupas.
Ela cresceu em Londres e estudou no Queen's College, na mesma cidade.
Sobre a fama herdada dos pais, ela declarou: “Odeio ser chamada de mimada. Minha vida é comum. Também detesto ser famosa, porque as pessoas acham que me conhecem só por causa do meu sobrenome”, em entrevista citada pelo IMDb
Sobre a morte da mãe, Peaches disse, ao The Guardian, em 2012: “Eu poderia ter me deixado afundar, mas o tempo todo me lembrava do que aconteceu com ela”, e continuou: “Não me sinto como uma adolescente desde os 12 anos. Tenho a sensação de ter 30 desde os 13.”
Em 2005, a jovem escreveu e apresentou seu próprio documentário para a televisão, intitulado 'Peaches Geldof: Teenage Mind'.
Como modelo, Peaches estreou em setembro de 2007, nas passarelas da Semana de Moda de Londres, para a marca PPQ.
Apesar de seu sucesso profissional, porém, ela era um viciada em heroína. Ela nunca falou sobre seu problema, mas estava recebendo tratamentos.
Em junho de 2012, Peaches Geldof casou-se com o músico Thomas Cohen, vocalista da banda londrina S.C.U.M. O casal teve duas filhas, Astala e Phaedra, nascidas em 2012 e 2013, a partir de então, afastou-se gradualmente da vida pública, deixando para trás o universo das celebridades.
Mas apesar de ter se afastado dos holofotes, manteve os vícios.
Em 2014, foi encontrada morta dentro de sua casa, em sua casa em Wrotham, Kent, no dia 7 de abril , morta por overdose, nas mesmas condições de sua mãe.
A polícia apreendeu material relacionado ao uso de substâncias ilegais no local. O legista concluiu que a causa da morte foi intoxicação por opioides.
O músico irlandês Bob Geldof, seu pai, admitiu que passou por um momento terrível. "Culpo-me pela morte de Peaches", "Sou o pai, tenho a responsabilidade e claramente falhei. Para qualquer pessoa de fora, eu sou o pai. Volto para trás, para trás, para trás, para trás, para trás, volto a isso várias vezes. O que poderia ter feito? Fiz aquilo que podia", confessou em entrevista à ITV.